# 马诺科塔克 (阿拉斯加州)
马诺科塔克（英語：Manokotak），是美国阿拉斯加州的一座城市。该市的人口在2000年为399人，2010年有442人。人口在阿拉斯加州排行第64。